# Burgstall Plankenstein (Velburg)
Der Burgstall Plankenstein war eine vermutlich hochmittelalterliche Adelsburg bei der Ortschaft Deusmauer, einem Ortsteil von Velburg im oberpfälzischen Landkreis Neumarkt in der Oberpfalz in Bayern, Deutschland. Die Burgstelle ist als Bodendenkmal Nummer D-3-6735-0048: „Mittelalterlicher Burgstall Plankenstein“ geschützt.
Der Burgstall der ehemaligen Höhenburg ist frei zugänglich.

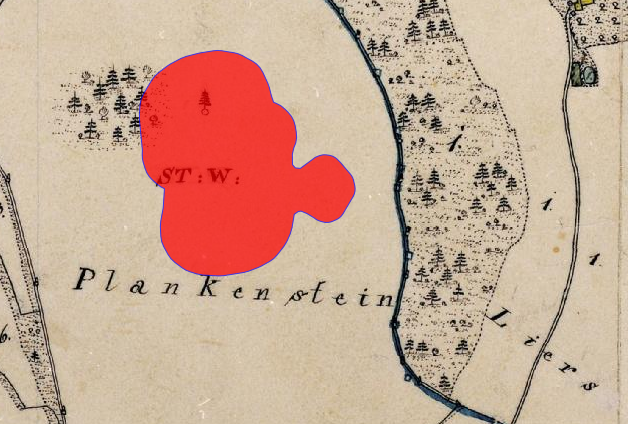
Lageplan von Burgstall Plankenstein (Velburg) auf dem Urkataster von Bayern

## Geographische Lage
Die abgegangene Gipfelburg befand sich auf der 587,8 m ü. NN Meter hohen Kuppe des gleichnamigen Berges, der am östlichen Talrand der Schwarzen Laber aufsteigt (Bild 3). Der Burgstall liegt etwa 1.450 Meter nordnordöstlich der katholischen Pfarrkirche in der Ortschaft Deusmauer und 13 Kilometer östlich von Neumarkt in der Oberpfalz.
Man kann den Burgstall von der Ausfahrt Velburg der Bundesautobahn 9, die westlich daran vorbeiführt, erreichen, indem man nach Norden fährt. Ab Deusmauer muss der restliche Weg zu Fuß zurückgelegt werden.
In der Nähe befinden sich noch weitere ehemalige mittelalterliche Burgen, südlich die Ruinen der Velburg und der Helfenburg sowie die Ruine Adelburg, nördlich die Burgställe Schanzberg und die Alte Kirche bei Unterwiesenacker, ebenso die Burgställe Lützelburg und Habsberg, auf dem die heutige Wallfahrtskirche steht.

## Geschichte der Burg
Über die Burg Plankenstein ist nicht viel bekannt. Zwischen 1196 und 1207 ist ein Wirnt von Plankenstein, Bischöflich-Regensburger Ministeriale als Besitzer der Burg erwähnt. Ab etwa 1300 gehörte die Burg den Ehrenfelsern zu Helfenberg, die sie 1374 an Pfalzgraf Ruprecht I. verkauften.
Heute ist die Stelle der Burg, in dessen Nähe ein nicht beschilderter Waldweg führt, dicht bewaldet. Erhalten hat sich nur der Ringgraben mit Außenwall.

## Beschreibung
Die Burgstelle befindet sich auf dem höchsten Punkt des gleichnamigen Plankensteines, auf einem die Umgebung hoch überragenden Dolomitfelsriff (Bild 3). Die ehemalige Burg teilte sich in eine Oberburg bzw. Kernburg auf dem kleinen Gipfelplateau des Berges und in eine Unterburg oder Vorburg an der Südwestecke der Kernburg.
Die Fläche der Kernburg fällt an der Westseite senkrecht, teilweise überhängend über Felsen ab (Bild 4). Auch der Nordhang ist größtenteils durch Felsabstürze gesichert, nur wo diese Felsen eine Lücke bilden, und das Gelände sehr steil abfällt finden sich noch die letzten Reste von abgegangenem Mauerwerk (Bild 5). Weiter unten am Hang lassen sich noch die herabgestürzten Quader dieser Mauer finden (Bild 6). Die Südseite der Kernburg fällt ebenfalls mehrere Meter sehr steil ab (Titelbild und Bild 7), nur die am meisten gefährdete Ostseite sowie die Nordostecke mussten zusätzlich befestigt werden. Dieser nur wenige Meter ansteigenden Seite wurde ein Ringgraben vorgelegt, der vor diesem Graben stehengebliebene Geländerest bildet einen Außenwall (Bild 2). Die Fläche der unregelmäßigen Kernburg misst etwa 40 mal 30 Meter. Mauerwerk ist im gesamten Burgbereich nicht mehr erhalten, der einzige Rest einstiger Bebauung ist eine Mulde an der Ostseite der Kernburg, wohl die Stelle eines Gebäudes der Burg (Bild 8).
Die Vorburg liegt an der Südwestecke der Kernburg, einige Meter tiefer als diese. Auch hier hat sich nur eine Mulde als letzter Rest der Bebauung erhalten (Bild 9). Am Fuß der westlichen Felswand befindet sich eine kleine Höhle, die entweder künstlich entstand, oder zu einem großen Teil nachbearbeitet wurde (Bild 4 und 10). Diese Grotte ist rund vier Meter tief und 3,5 Meter breit, vermutlich wurde sie von den Burgbewohnern als Keller genutzt. Unmittelbar südlich der Grotte befindet sich auch ein spitz zulaufendes Abri (Felsdach) (Titelbild, Bild 4 und 10).

## Bilder

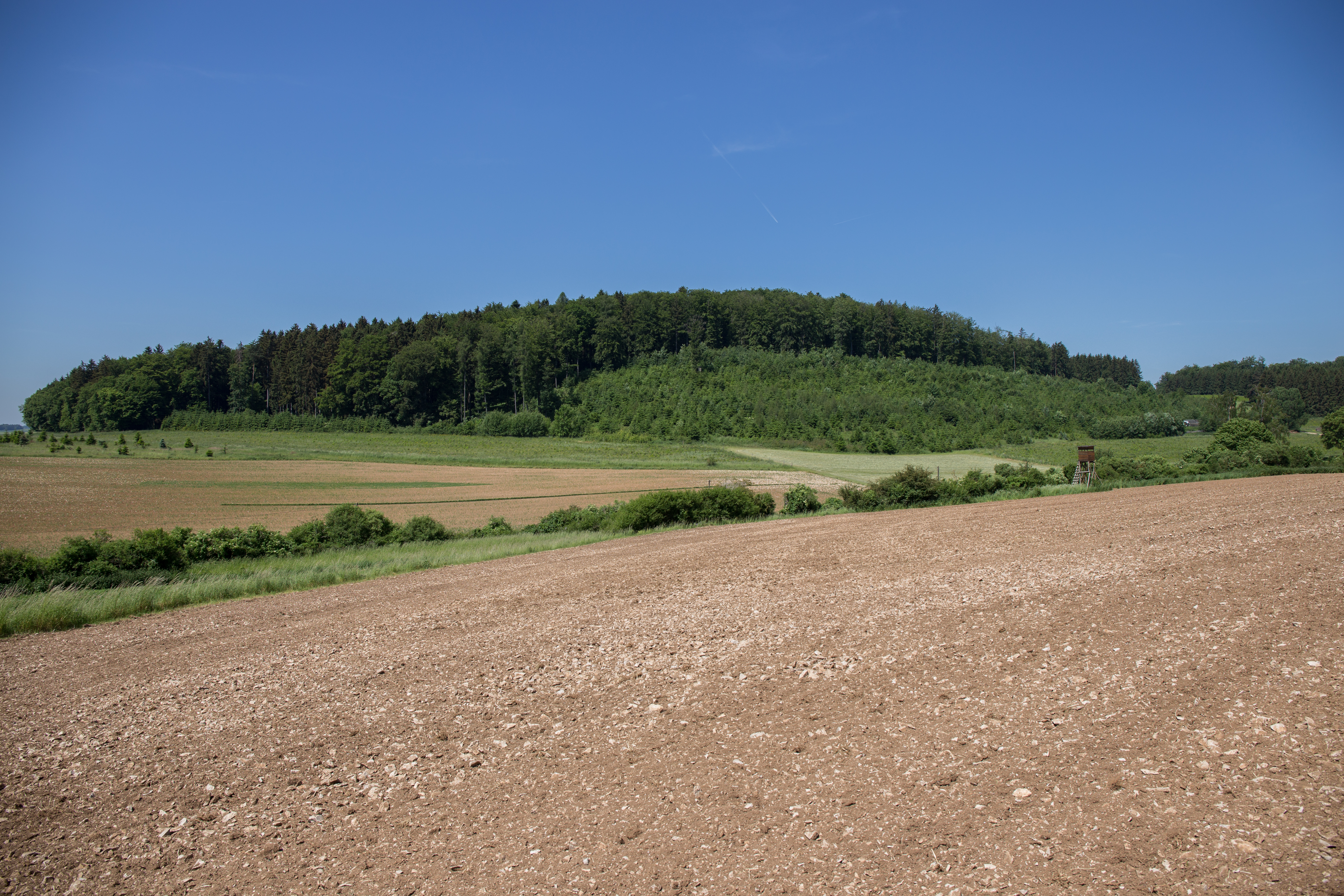
Bild 3: Ansicht des nur sanft geneigten Plankensteines aus östlicher Richtung (Juni 2015)
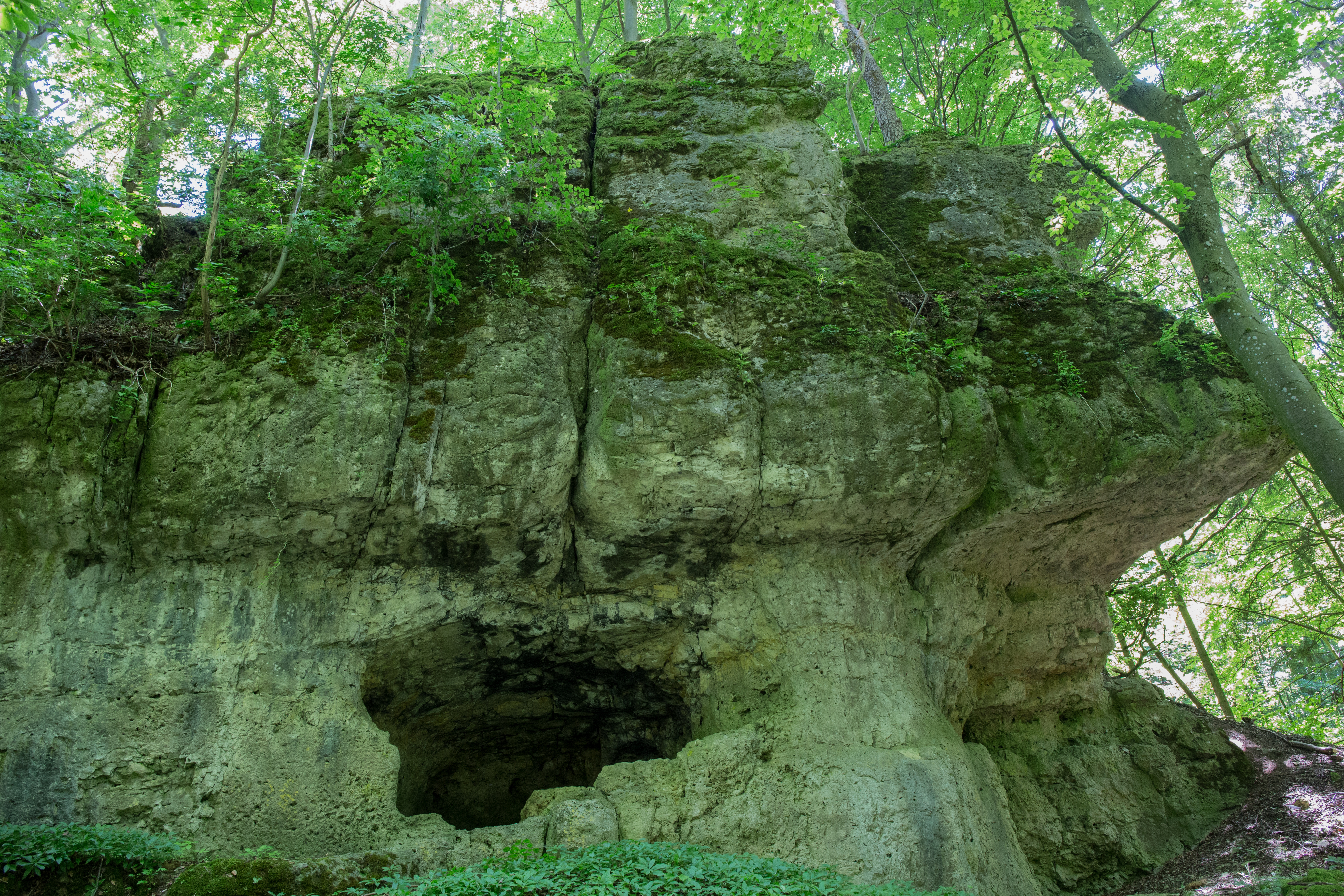
Bild 4: Höhle und Abri an der Westseite der Kernburg (Juni 2015)
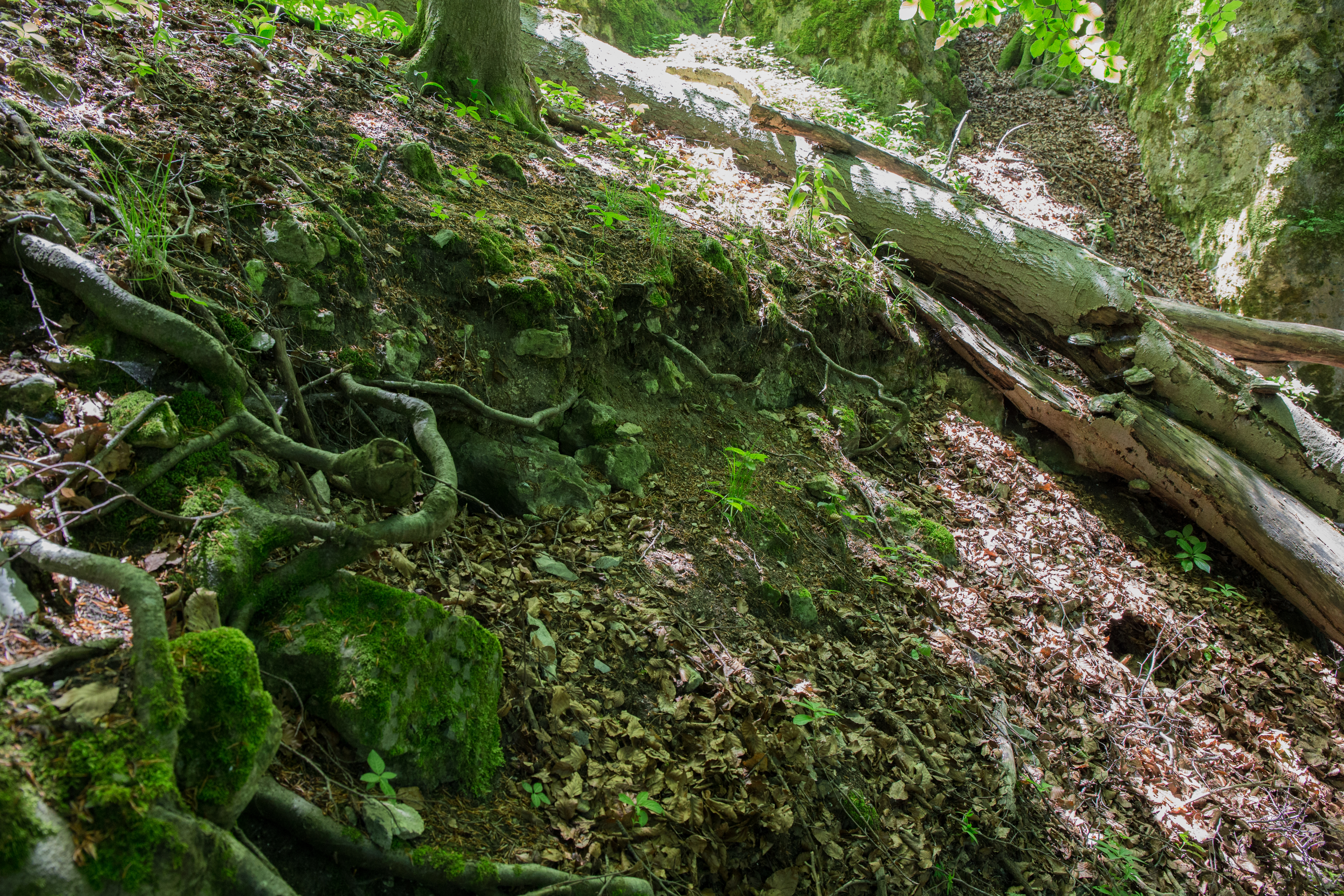
Bild 5: Abgegangenes Mauerwerk am Nordhang der Kernburg (Juni 2015)
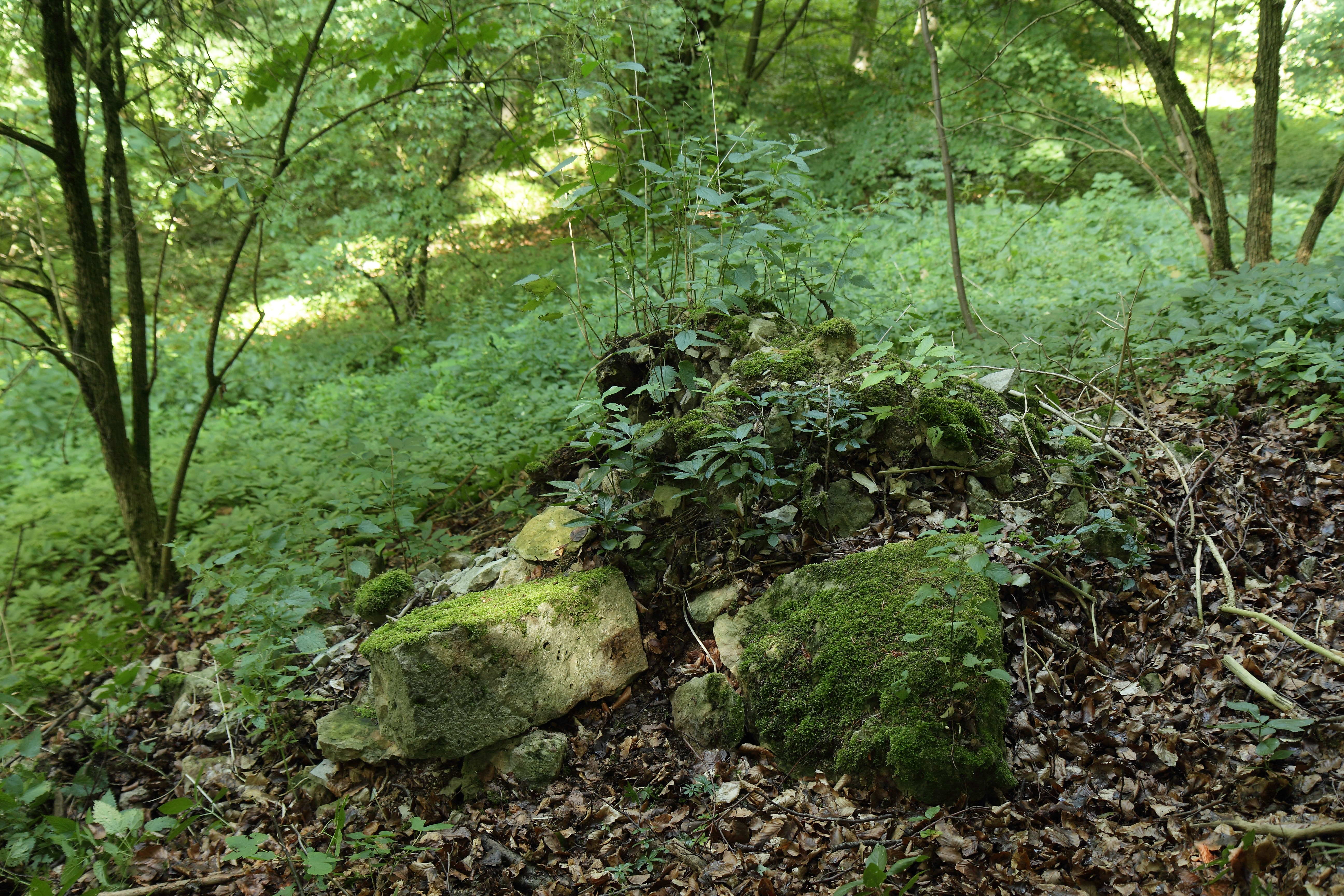
Bild 6: Mauerquader am Fuß des Nordhanges der Kernburg (Juli 2012)
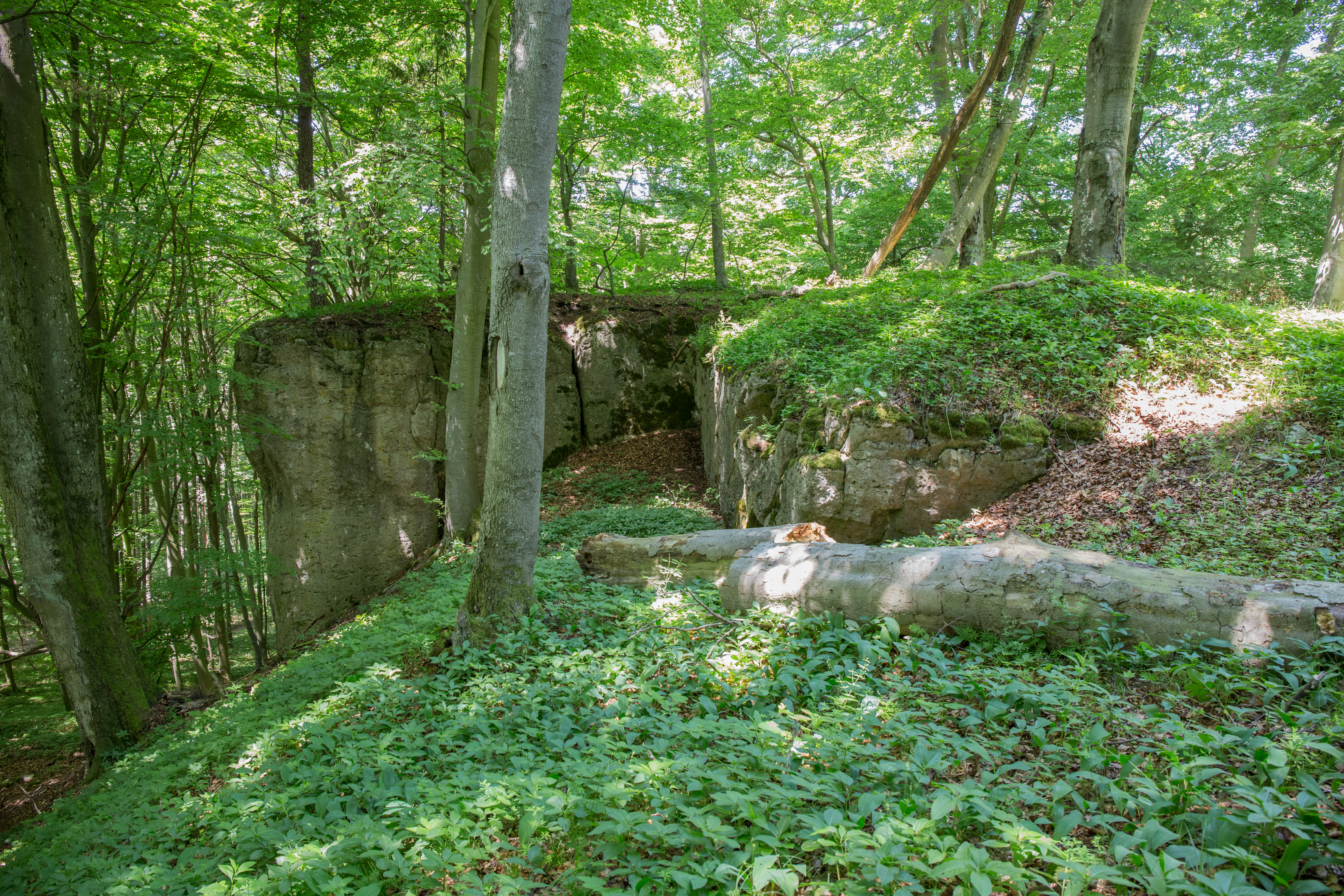
Bild 7: Felsen am Südwesteck der Kernburg (Juni 2015)
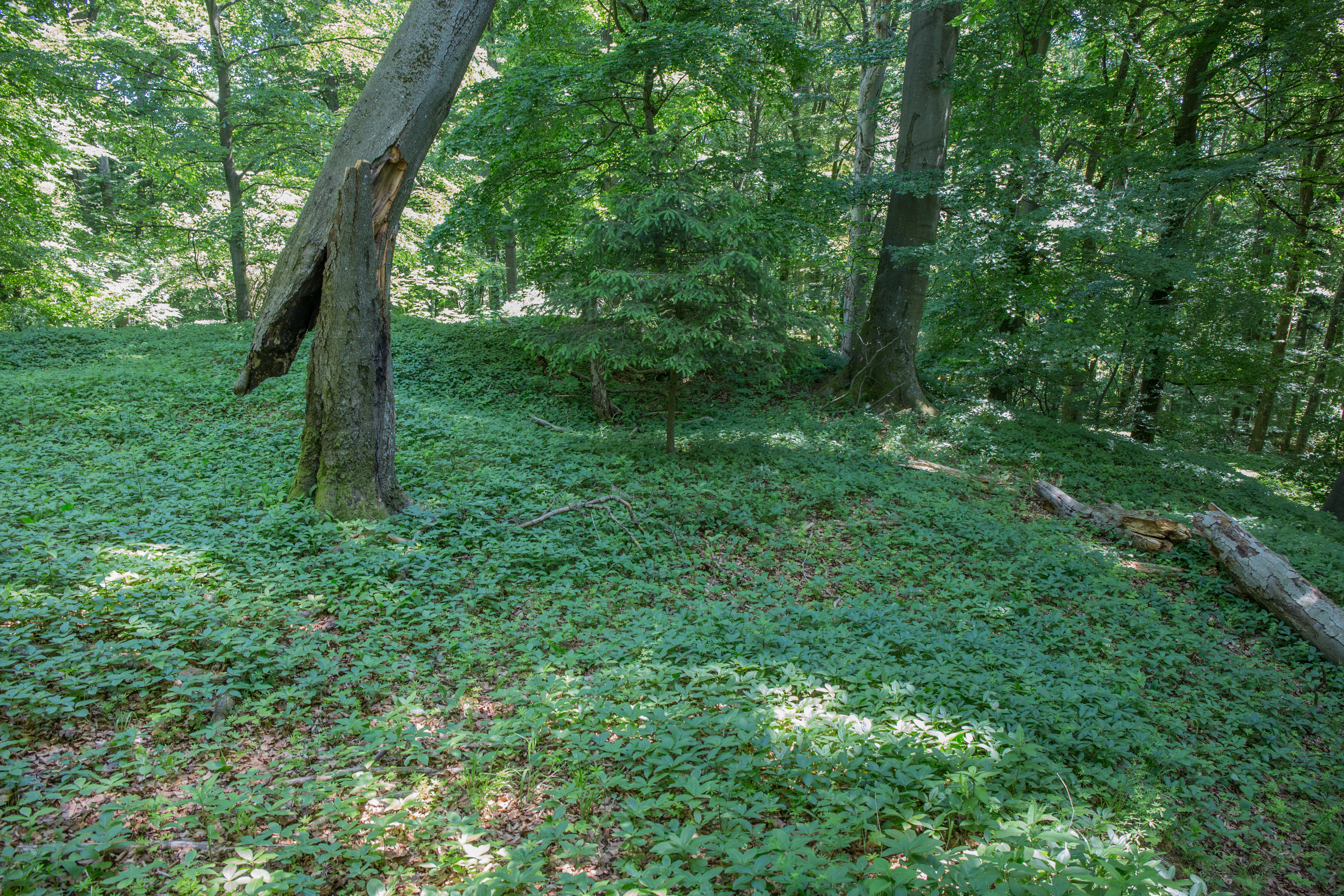
Bild 8: Blick über das Kernburgplateau, im Bildhintergrund eine kleine Mulde, wohl der Standort eines Gebäudes (Juni 2015)
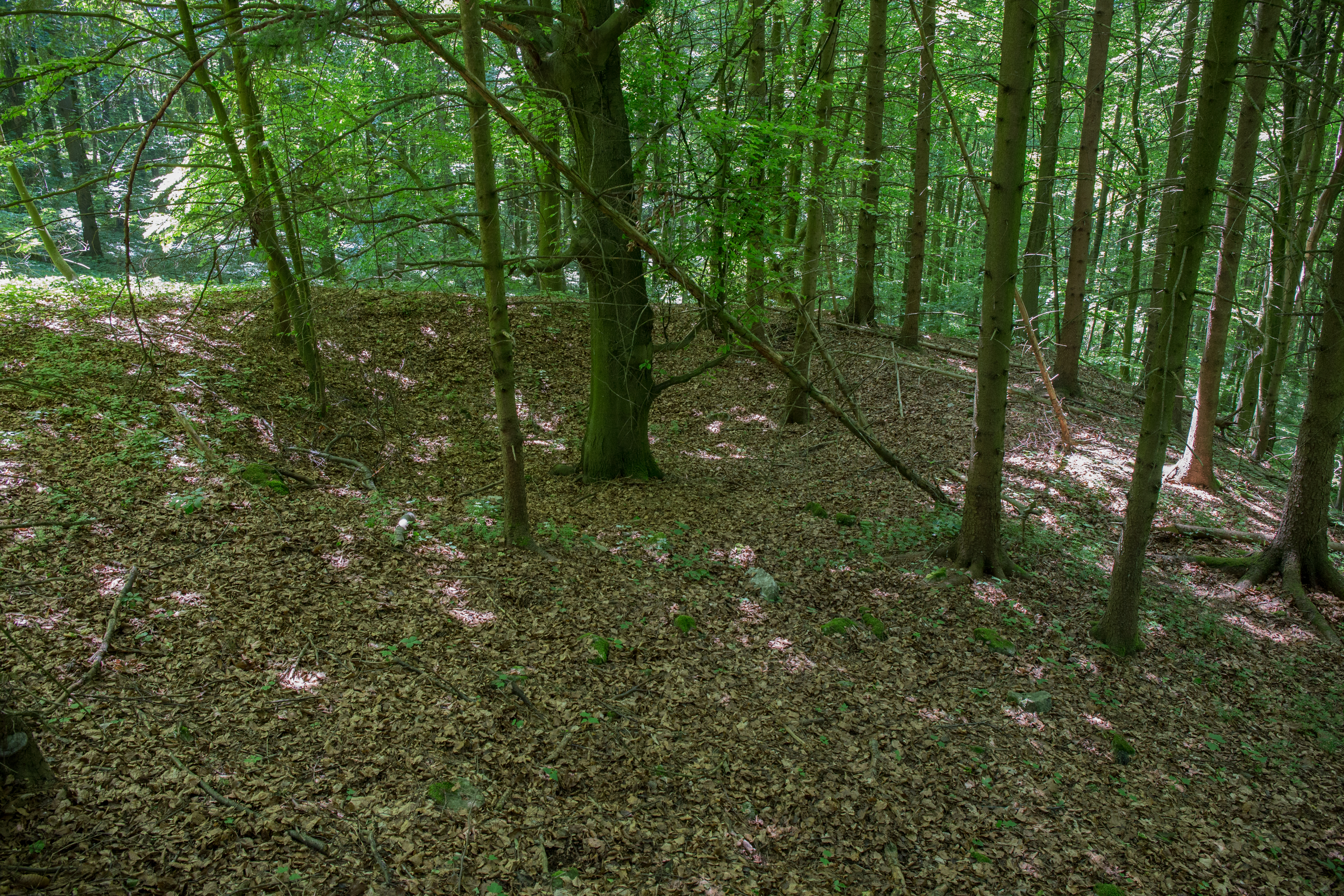
Bild 9: Mulde im Bereich der Vorburg (Juni 2015)
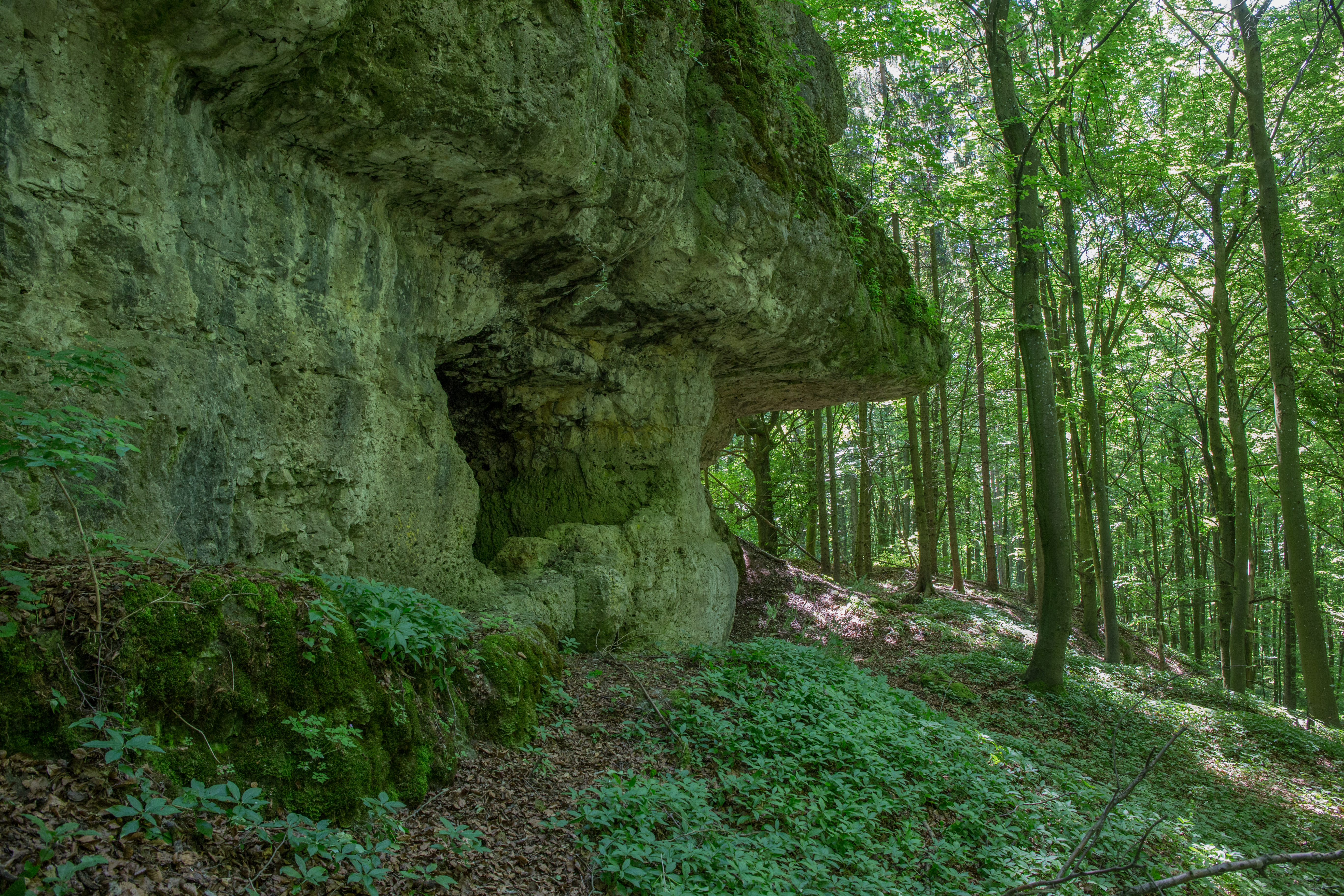
Bild 10: Westliche Seite der Kernburg mit kleiner Höhle und Abri. Im Bildhintergrund die Stelle der Vorburg. (Juni 2015)